# Mazerolles (Charente)
 Mazerolles  es una comuna y población de Francia, en la región de Poitou-Charentes, departamento de Charente, en el distrito de Confolens y cantón de Montemboeuf.
Su población en el censo de 1999 era de 311 habitantes.
Está integrada en la Communauté de communes de Haute Charente .

## Demografía
| 442 | 404 | 331 | 309 | 309 | 311 |
| Para los censos de 1962 a 1999 la población legal corresponde a la población sin duplicidades (Fuente: INSEE [Consultar]) |     |     |     |     |     |